# Liste der Naturschutzgebiete in Wien

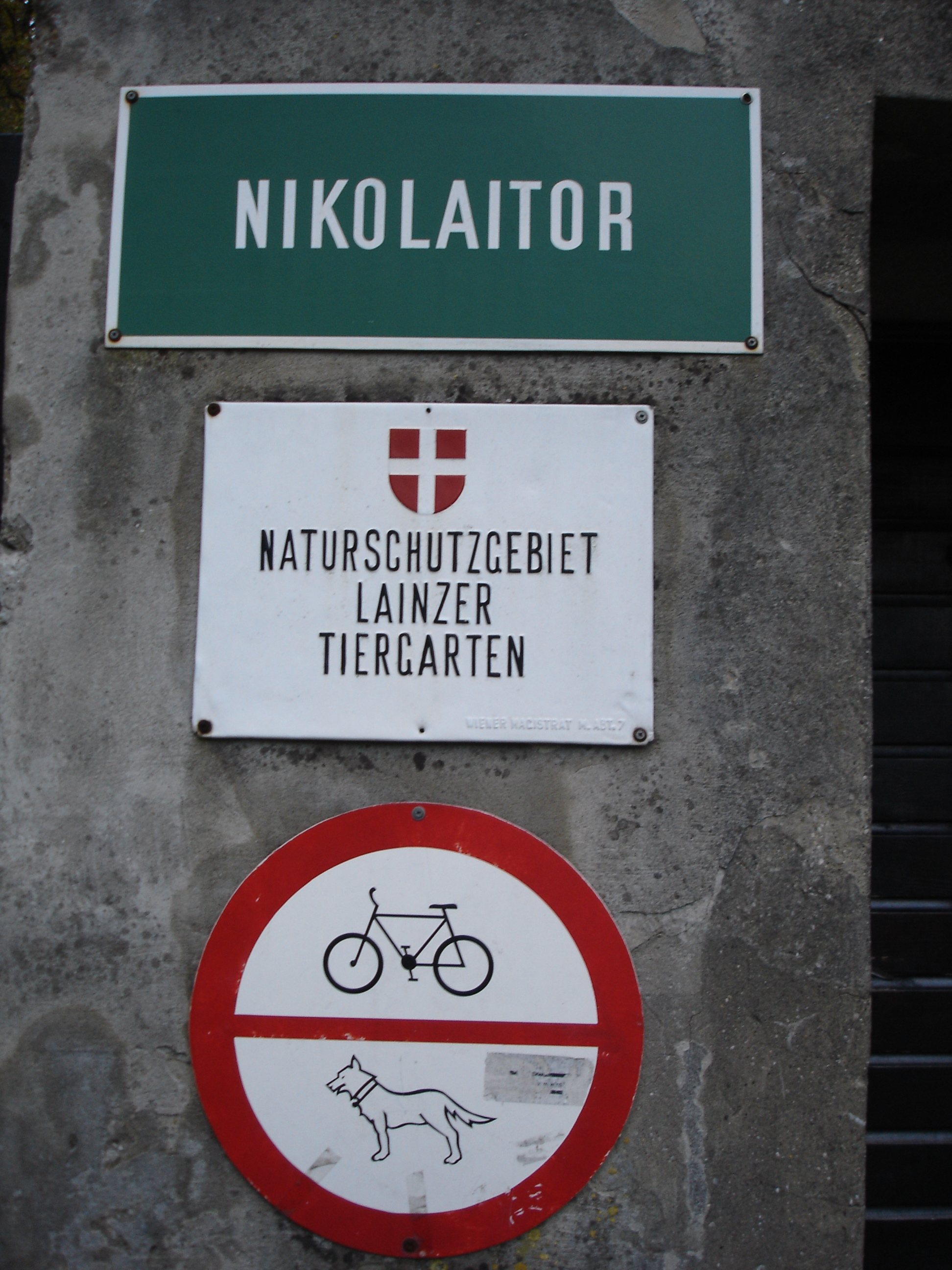
Kennzeichnung eines Naturschutzgebietes in Wien

In Wien gibt es zwei Naturschutzgebiete, wobei eines zugleich Teil eines Nationalparks ist, und deren Flächen zusammen addiert rund 4.500 ha betragen.

## Amtliche Festlegung von Naturschutzgebieten
Das Wiener Naturschutzgesetz definiert Naturschutzgebiete als:

„Gebiete, die
1. sich durch einen weitgehend intakten Landschaftshaushalt auszeichnen,
2. reich an seltenen oder gefährdeten heimischen Tier- oder Pflanzenarten sind, insbesondere an solchen des Anhanges II der Richtlinie 92/43/EWG des Rates vom 21. Mai 1992 (ABl. Nr. L 206 vom 22. Juli 1992, S. 7 ff) in der Fassung 97/62/EG des Rates vom 27. Oktober 1997 (ABl. Nr. L 305 vom 8. November 1997, S. 42 ff) sowie an Vogelarten des Anhanges I der Richtlinie 79/409/EWG vom 2. April 1979 (ABl. Nr. L 103 vom 25. April 1979, S. 1 ff) in der Fassung 97/49/EG vom 29. Juli 1997 (ABl. Nr. L 223 vom 13. August 1997, S. 9 ff),
3. besondere Lebensgemeinschaften von Pflanzen oder Tieren beherbergen,
4. reich an Naturdenkmälern sind oder
5. aus sonstigen ökologischen oder wissenschaftlichen Gründen erhaltungswürdig sind, können zu deren Schutz und Pflege durch Verordnung der Landesregierung zum Naturschutzgebiet erklärt werden.“

Im Naturschutzgebiet ist grundsätzlich jeder Eingriff in die Natur untersagt. Bei der Verordnung eines Naturschutzgebietes können Nutzungen zugelassen werden, sofern dadurch die Erhaltung der Ursprünglichkeit, der Pflanzen- und Tierarten, der Lebensräume, der Naturdenkmäler sowie der ökologischen Besonderheit dieses Gebietes nicht wesentlich beeinträchtigt werden. Zudem kann die Naturschutzbehörde mittels Bescheid einzelne Eingriffe in die Natur bewilligen, wenn diese den Schutzzweck nicht wesentlich beeinträchtigen.

## Liste der Naturschutzgebiete
| Foto |                 | Name               | ID | Bezirk     | Standort      | Beschreibung                                                     | Fläche | Datum |
| ---- | --------------- | ------------------ | -- | ---------- | ------------- | ---------------------------------------------------------------- | ------ | ----- |
| 1    | Datei hochladen | Lainzer Tiergarten | 1  | Hietzing   | Wien Standort | → Hauptartikel : Lainzer Tiergarten f1                           | 23 km² |       |
| 1    | Datei hochladen | Lobau              | 2  | Donaustadt | Wien Standort | Das Gebiet wurde 2006 in den Nationalpark Donau-Auen integriert. | 23 km² | 1978  |